# Lijst van rijksmonumenten in Staphorst (gemeente)
De gemeente Staphorst telt 315 inschrijvingen in het rijksmonumentenregister. Hieronder een overzicht.

## IJhorst
De plaats IJhorst telt 9 inschrijvingen in het rijksmonumentenregister. Zie Lijst van rijksmonumenten in IJhorst voor een overzicht.

## Punthorst
De plaats Punthorst telt 1 inschrijving in het rijksmonumentenregister.
| Object                                  | Oorspronkelijke functie? | Bouwjaar | Architect | Locatie         | Coördinaten?                 | Nr.?  | Afbeelding                              |
| --------------------------------------- | ------------------------ | -------- | --------- | --------------- | ---------------------------- | ----- | --------------------------------------- |
| Gave boerderij van het Staphorstse type | Boerderij                |          |           | Evenboersweg 15 | 52° 36' 3" NB, 6° 16' 52" OL | 34183 | Gave boerderij van het Staphorstse type |

## Rouveen
De plaats Rouveen telt 116 inschrijvingen in het rijksmonumentenregister. Zie Lijst van rijksmonumenten in Rouveen voor een overzicht.

## Staphorst
De plaats Staphorst telt 189 inschrijvingen in het rijksmonumentenregister. Zie Lijst van rijksmonumenten in Staphorst (plaats) voor een overzicht.
Almelo ·
Borne ·
Dalfsen ·
Deventer ·
Dinkelland ·
Enschede ·
Haaksbergen ·
Hardenberg ·
Hellendoorn ·
Hengelo ·
Hof van Twente ·
Kampen ·
Losser ·
Oldenzaal ·
Olst-Wijhe ·
Ommen ·
Raalte ·
Rijssen-Holten ·
Staphorst ·
Steenwijkerland ·
Tubbergen ·
Twenterand ·
Wierden ·
Zwartewaterland ·
Zwolle